# Limax conemenosi

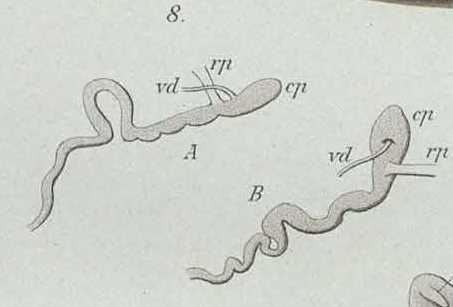
Genitalapparat von Limax conemenosi (vd = Vas deferens, cp = Blindsack des Penis, rp = Retraktormuskel des Penis) (aus Simroth, 1891: Taf.1, Fig.8)

Limax conemenosi ist eine Nacktschnecken-Art aus der Familie der Schnegel (Limacidae), die zu den Landlungenschnecken (Stylommatophora) gehört. 

## Merkmale

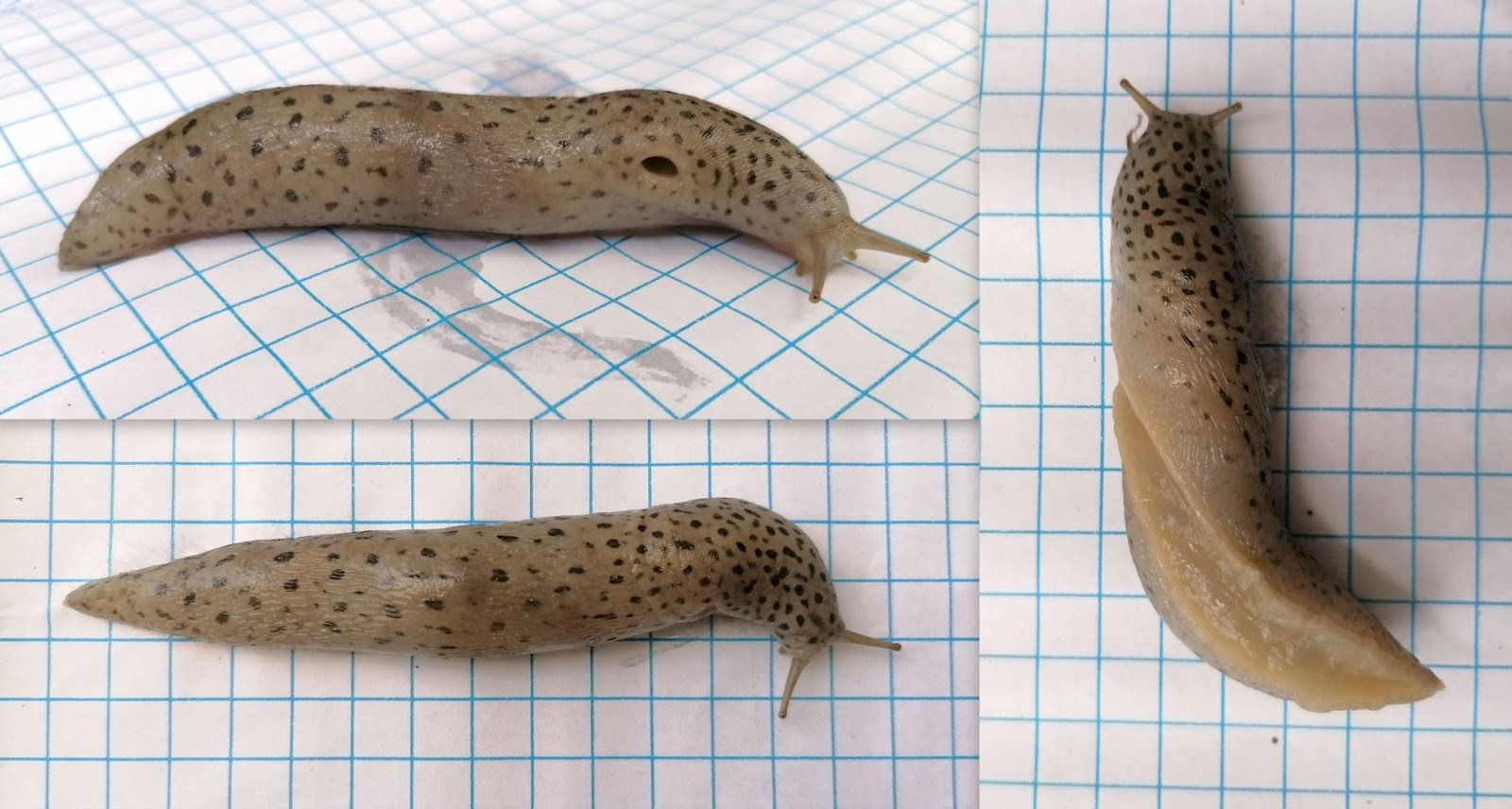
Habitus von Limax conemenosi

Limax conemenosi wird im Erwachsenenstadium ausgestreckt 10 bis 12 cm lang (bis 8 cm bei konservierten Exemplaren). Der Kiel ist vergleichsweise sehr kurz und wenig deutlich ausgebildet. Auch der Mantel ist vergleichsweise kurz; er nimmt nur etwa ¼ der Körperlänge ein. Zwischen der Mittellinie und dem Atemloch sind 21 bis 23 feine, abgeflachte Runzeln. Die Farbe variiert von schmutzig cremefarben, über gelblichgrau bis rötlichgrau. Die Seiten sind oft etwas heller. Der Mantelschild ist mit zahlreichen, etwa 1 mm großen schwarzen, scharf begrenzten Flecken regelmäßig gezeichnet, die oft hell umrandet sind. Der Mantelschild ist zudem fein granuliert, der Rücken mit groben, längs verlaufenden Runzeln versehen. Die weißliche Fußsohle ist dreifeldrig, auch der Saum der Sohle ist weißlich. Der Schleim ist farblos. 
Im Genitalapparat erreicht der Penis etwa die Hälfte der Körperlänge. Der Penisretraktormuskel inseriert etwa auf zwei Drittel der Penislänge (von der Basis gerechnet). Der Samenleiter mündet seitlich nahe dem apikalen Ende in den Penis. Der Apex bildet somit ein blindes Ende. Im Verdauungstrakt ist kein Blinddarm ausgebildet.

### Ähnliche Arten
Limax conemenosi hat im Vergleich zu Limax cephalonicus einen deutlich längeren Penis. Der Retraktormuskel setzt weiter vorne an etwa auf zwei Drittel der Penislänge, gegenüber etwa auf der Hälfte der Penislänge bei L. cephalonicus.

## Geographische Verbreitung, Lebensraum und Lebensweise
Das Verbreitungsgebiet erstreckt sich von Serbien, Mazedonien, Bulgarien und Südalbanien über fast ganz Griechenland, im Süden einschließlich des Peloponnes, jedoch nicht auf die griechische Inselwelt. In Bulgarien wurde die Art bis in 1300 m Höhe gefunden.
Die Tiere leben in Wäldern und Buschland, verbreitet auch synanthrop im Kulturgelände, gewöhnlich an Mauern und Steinen. Die Art scheint nicht auf Bäume zu kriechen, wie dies andere Limax-Arten tun.

## Taxonomie
Die Art wurde 1882 von Oskar Boettger erstmals beschrieben. Die Typlokalität ist Preveza (Griechenland). Limax (Heynemannia) Conemenosi var. multipunctata Boettger, 1885 und Limax pestaniensis Rähle, 1977 werden von Wiktor (2001) als jüngere Synonyme gewertet.

## Belege

### Online
- AnimalBase – Limax conemenosi